# Croix de Gaspé

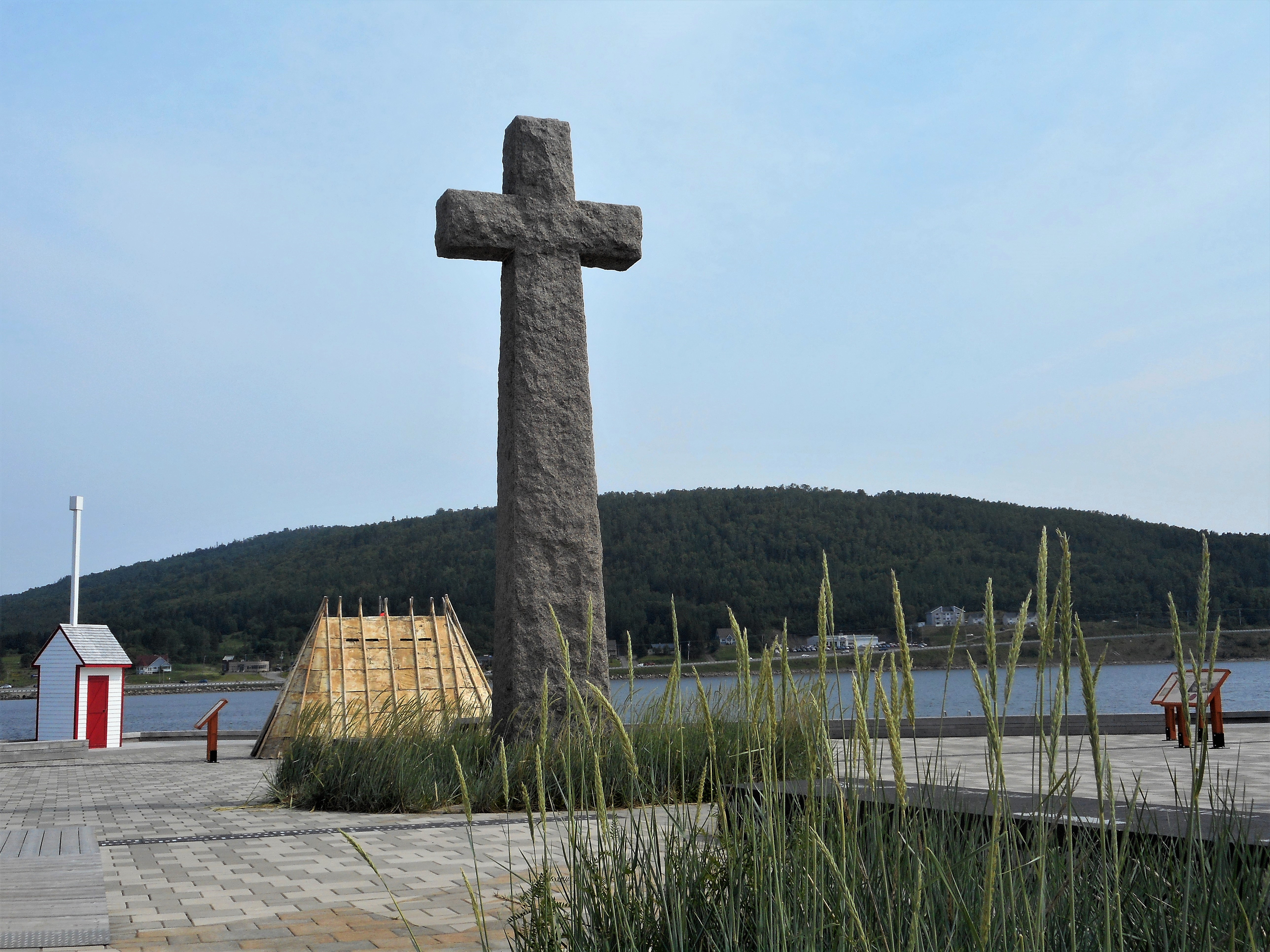
La croix de granite, à son emplacement actuel.

La Croix de Gaspé est une croix en granite érigée le 25 août 1934 à Gaspé, en la province de Québec, Canada. Elle rappelle la croix érigée par l'équipage de Jacques Cartier lors du premier voyage d'exploration du golfe du Saint-Laurent.
La croix a été érigée originellement le 24 juillet 1534 face à la baie de Gaspé. La plantation de la croix symbolisait l’appropriation des lieux au nom du roi de France, François Ier. Cette croix de bois de neuf mètres aurait vraisemblablement été plantée sur la pointe de Penouille,,à l'entrée du havre de Gaspé. Une théorie alternative la situerait quant à elle au nord du bassin de la rivière York.

## Croix de granite de Gaspé

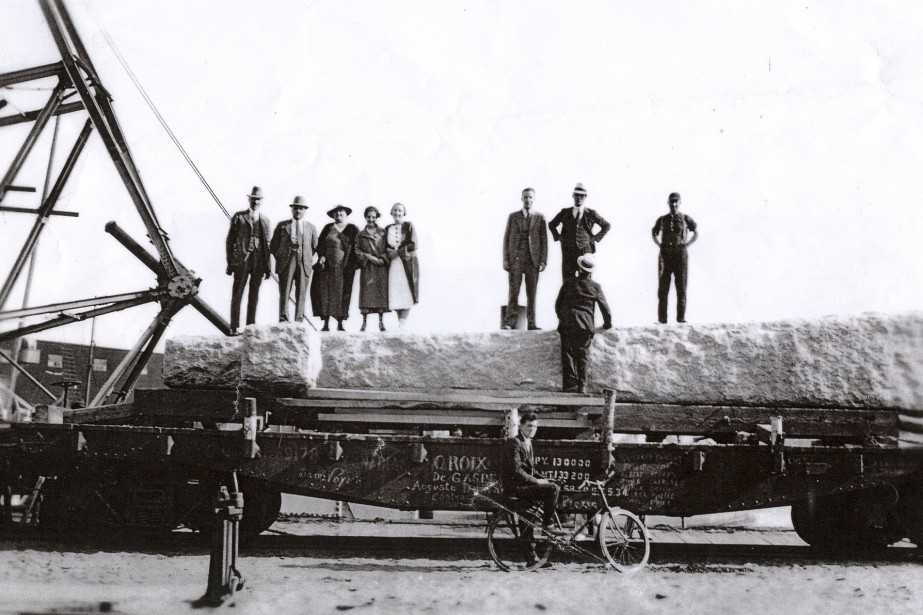
Rivière-à-Pierre, 1934, l'imposante sculpture de granit est installée sur deux wagons.

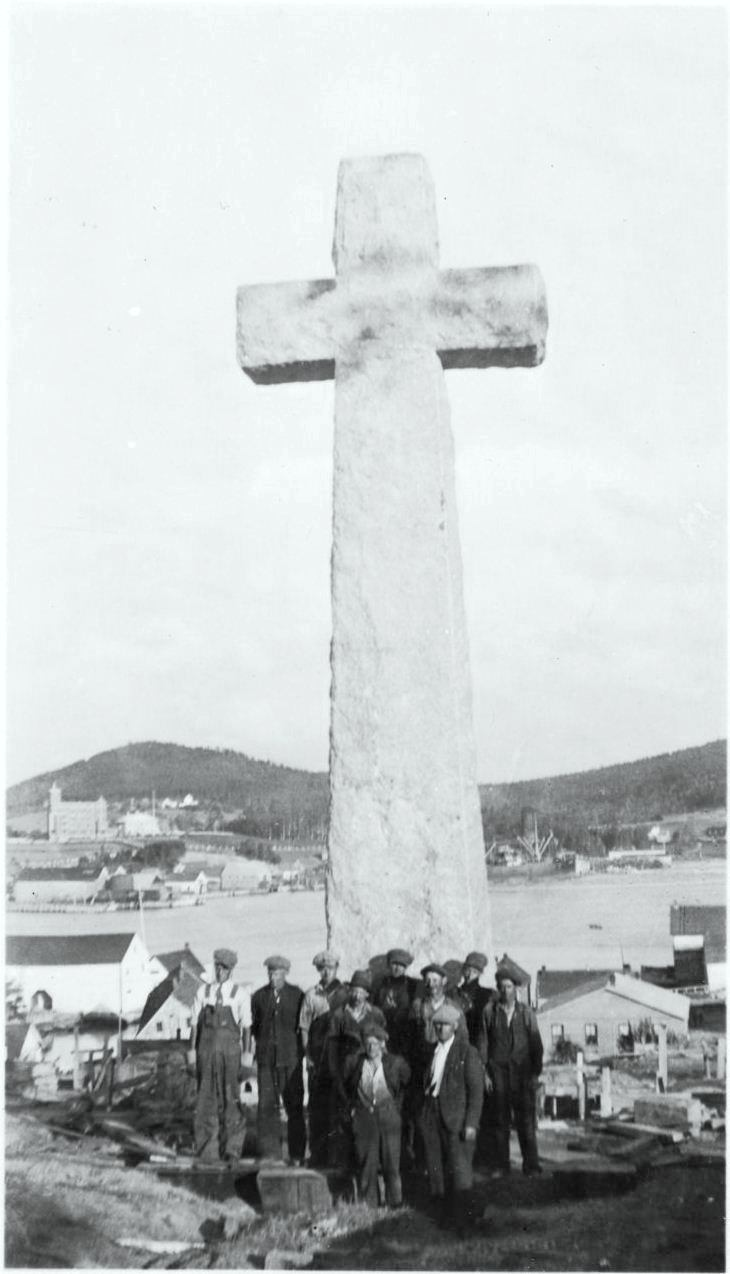
La croix de granite, lors de son dévoilement en 1934.

Cette croix de Gaspé a été commanditée par le gouvernement fédéral pour célébrer le 400e anniversaire de l'arrivée de l'explorateur français Jacques Cartier dans la baie de Gaspé, le 24 juillet 1534. Cette croix a été dévoilée le 25 août 1934. Elle a coûté 7 000 $.
Cette croix monolithique de granite, installée à Gaspé, avait été taillée en 1934, à partir d'un bloc de granite gris, extrait de la carrière d’Auguste Dumas de Rivière-à-Pierre. Cette croix de Gaspé qui pèse plus de 42 tonnes, a été transportée jusqu'à Québec sur deux wagons par la voie ferrée à partir de Rivière-à-Pierre. Puis la croix a été transportée sur un caboteur jusqu'au quai de Gaspé. À partir du quai, la croix fut tirée sur des rouleaux à l'aide de palans par l'un des premiers tracteurs à être utilisé à Gaspé.
Cette croix fut dressée en 1934 sur son socle en utilisant un système de rails, de poulies et de câbles, tirée par la force de nombreux chevaux et un tracteur. Une stèle installée au pied de la croix de Gaspé a été inaugurée le 23 août 2009, soit 75 ans après l'érection de la croix, à la mémoire des artisans de Rivière-à-Pierre qui ont extrait et taillé ce bloc de granite, devenue une croix monolithique. 
Cette croix monolithique a connu trois sites à Gaspé. De 1934 à 1979, la Croix de Gaspé était sise sur la rue de la Reine, face à l’actuel centre commercial « Place Jacques-Cartier », sur le même site qu'un monument commémoratif de la Deuxième guerre mondiale. De 1979 à l'automne 2012, cette croix de granite était sise sur le terrain de la Cathédrale du Christ-Roi. En octobre 2012, cette croix a été déménagée sur un nouveau site désigné "Gaspé, Berceau du Canada", situé au bord de l'eau près du pont de Gaspé.

## Réplique et commémoration

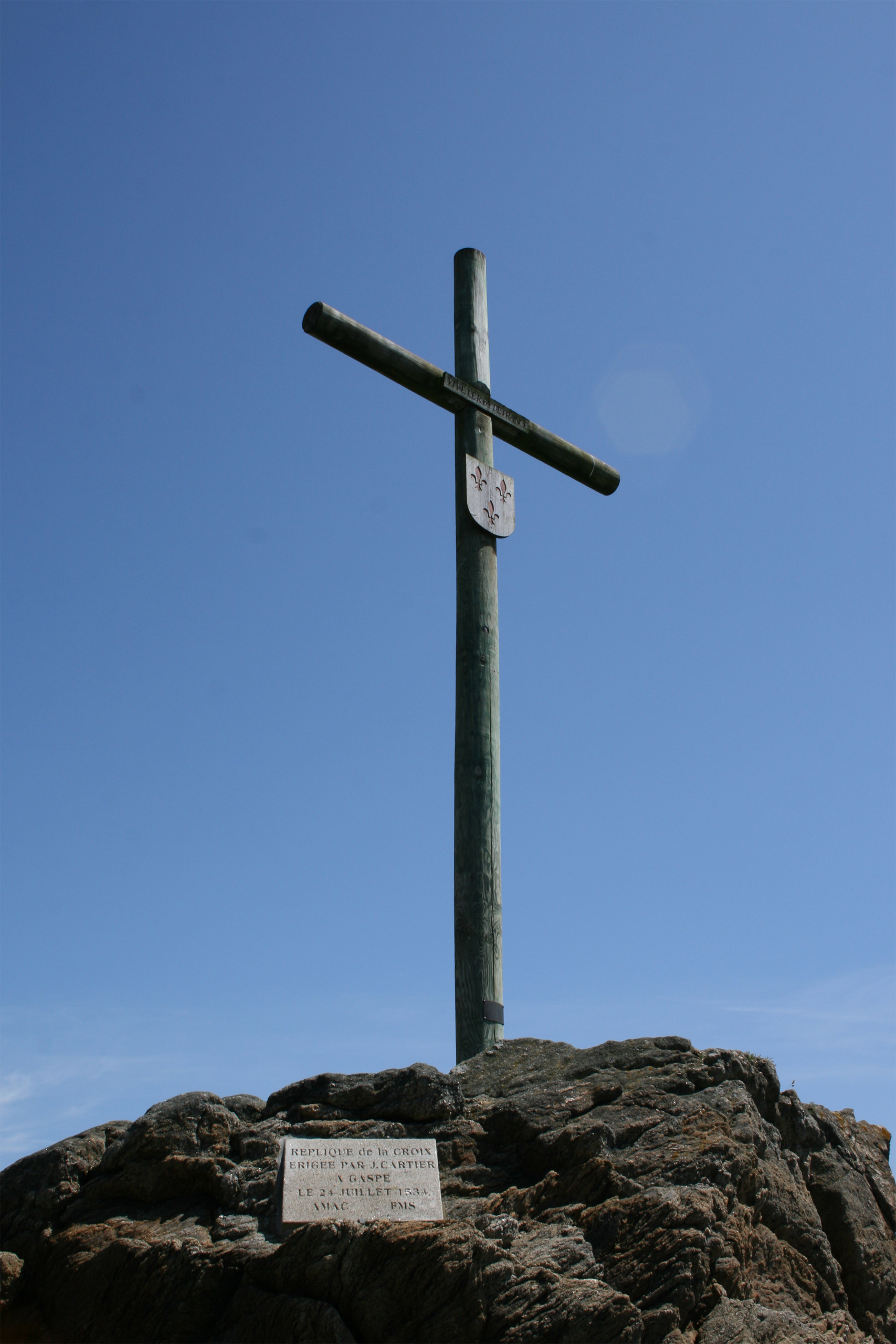
Réplique, à Saint-Malo de la croix érigée par Jacques Cartier à Gaspé

Une réplique de la croix de Gaspé a été érigée au cœur du village de Rivière-à-Pierre, en la province de Québec, Canada. Cette croix de granite fait la moitié de la hauteur de la croix de Gaspé originale. 
Une croix a été érigée à la Tour Solidor à Saint-Malo en France pour souligner l'érection par l'explorateur Jacques Cartier d'une croix de bois le 24 juillet 1534 à Gaspé.